# جومالی (احسانیه)
جومالی (به ترکی استانبولی: Cumalı) یک منطقهٔ مسکونی در ترکیه است که در احسانیه واقع شده‌است.